# Billabongduva
Billabongduva (Geopelia placida) är en fågel i familjen duvor inom ordningen duvfåglar.

## Utseende och läte
Billabongduvan är en mycket liten duva med kraftig tvärbandning på hals och bröst. Rygg och vingar är täckta av svarta halvmånar och runt ögat syns en ljusblå ögonring. Jämfört med diamantduvan är stjärten inte lika lång och spetsig. Lätet består av en upprepad tretonig fras som först stiger och sedan faller.

## Utbredning och systematik
Billabongduva delas in i tre underarter med följande utbredning:
- Geopelia placida papua – förekommer i gräsmarker på södra Nya Guinea (Merauke till Port Moresby)
- Geopelia placida placida – förekommer i norra och östra Australien
- Geopelia placida clelandi – förekommer i norra och centrala Western Australia (Pilbararegionen)

Underarten papua inkluderas ofta i nominatformen.

## Status
Arten har ett stort utbredningsområde och beståndet anses stabilt. Internationella naturvårdsunionen IUCN listar den därför som livskraftig (LC).

## Bildgalleri

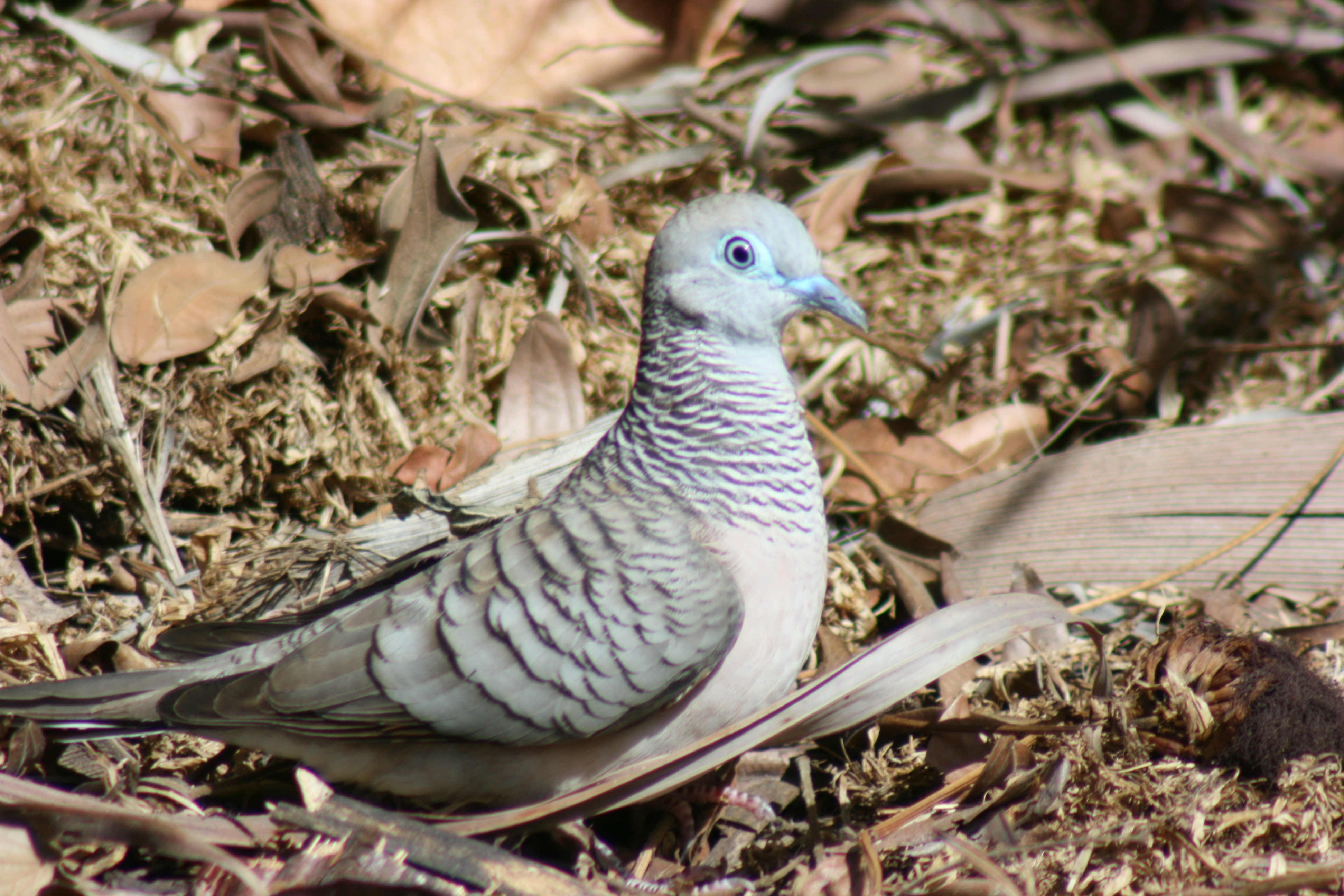
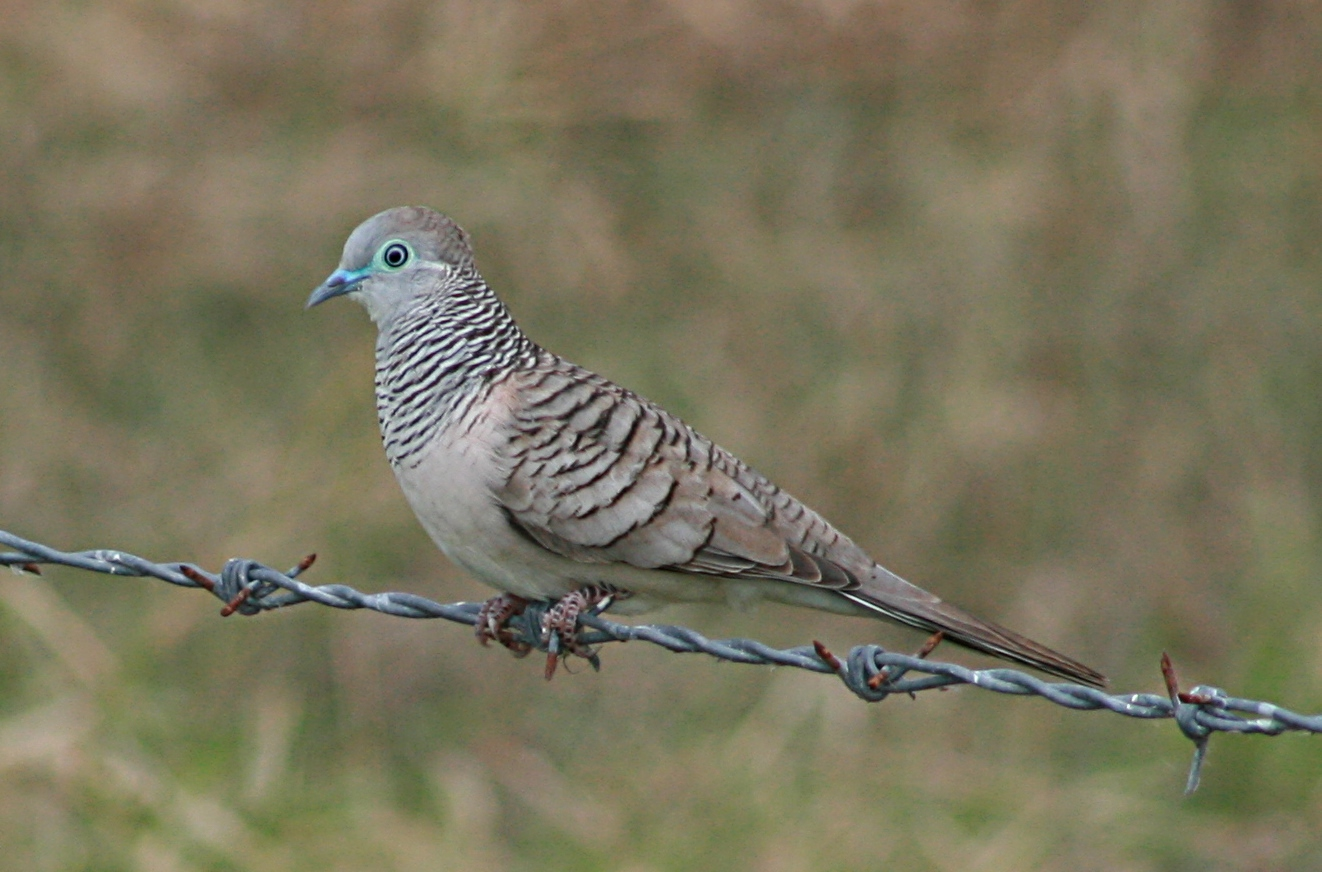
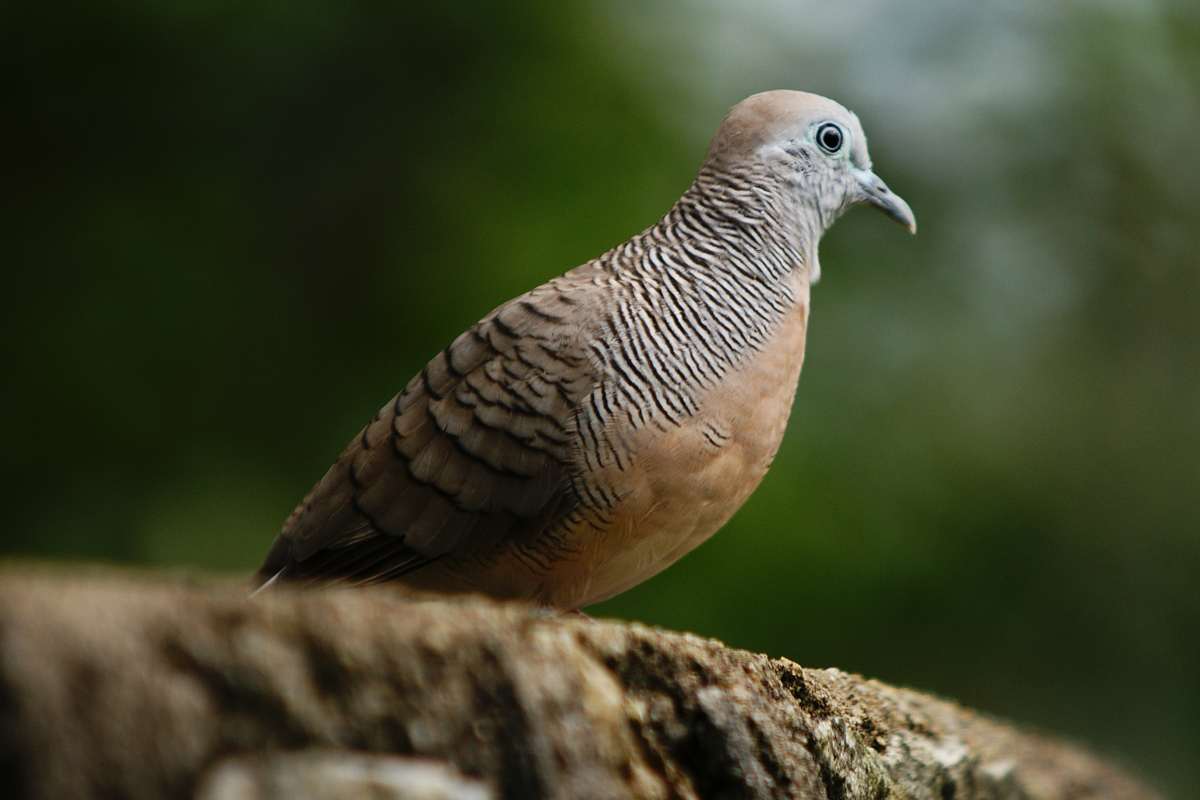
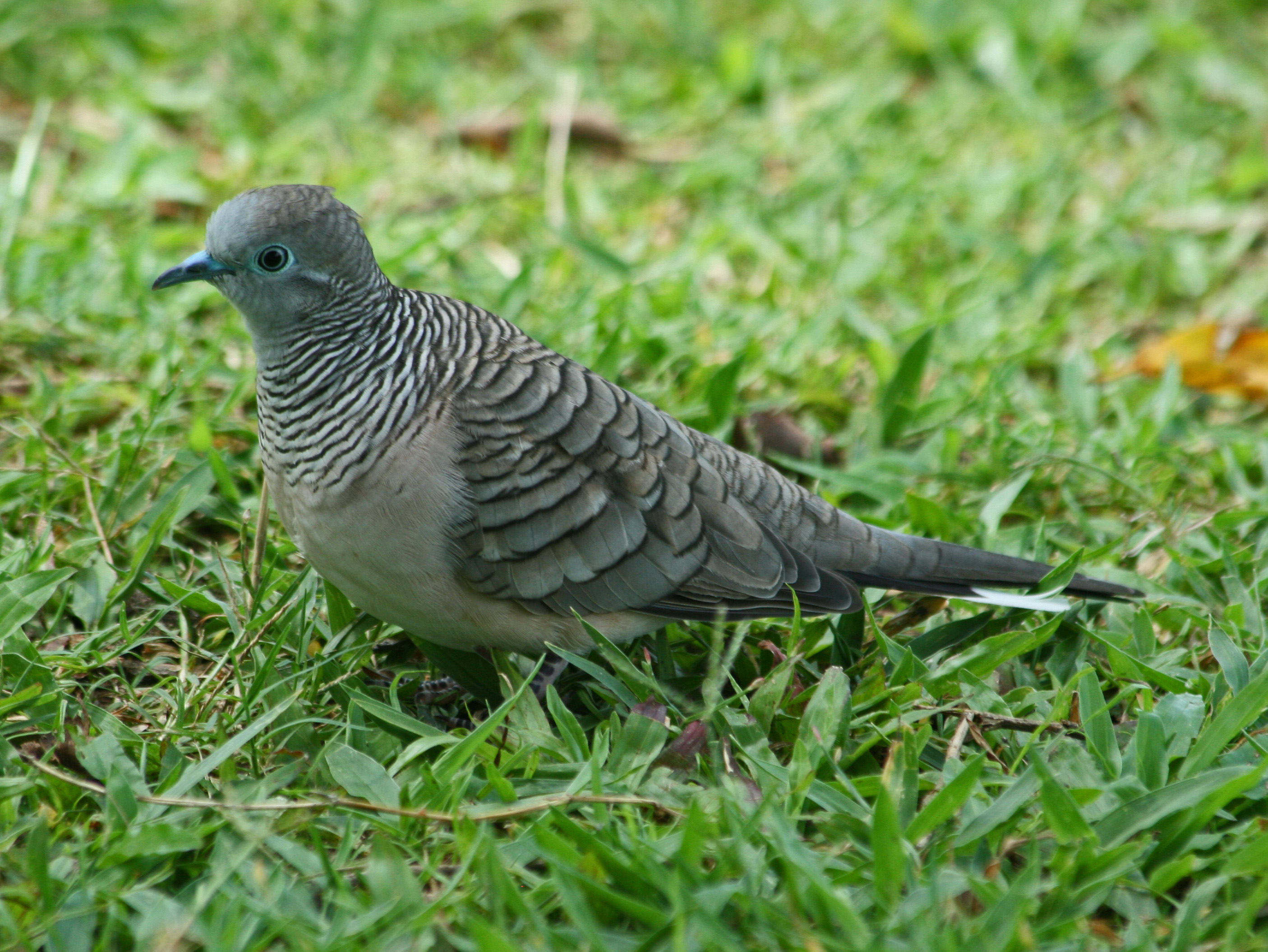
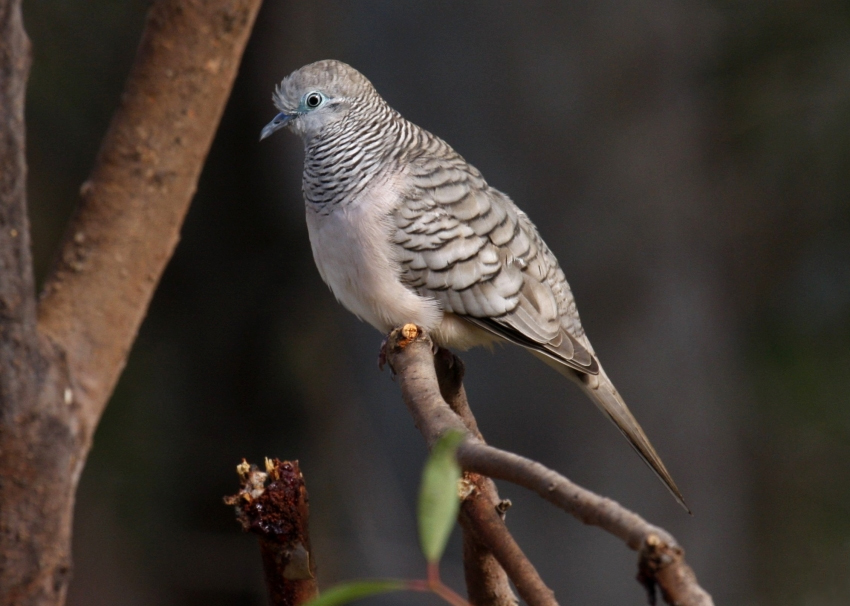

## Namn
En billabong är en korvsjö i Australien, oftast torrlagda men vattenfyllda under regnperioden.